# Ogrlica
Ogrlica je vrsta nakita koji se nosi obješen oko vrata. Najčešće su u vidu metalnog lančića, u pravilu bez privjeska, no mogu biti i od brojnih drugih materijala. Sastavni dio ogrlica je i drago i poludrago kamenje, biseri, koralji, staklene, plastične i keramičke te drvene perle, školjke ili perje. Ogrlice nose kako žene tako i muškarci.

## Povijest
Ogrlice su bile integralni dio nakita još od vremena drevnih civilizacija. Najstariji primjerci spadaju u kameno doba, te su stari oko 40 000 godina. Te najstarije ogrlice su u pravilu bile sačinjene od prirodnih materijala - zubiju i kandži životinja, ptičjeg perja, koralja, rezbarenih komada drveta ili kostiju, sjemenki biljaka, te raznog obojenog kamenja.

## Vanjske poveznice
- Metropolitan jewelry, katalog zbirke nakita Metropolitan muzeja u New Yorku, sadrži i podatke o ogrlicama